# Manuel I Komnenos
Manuel I Komnenos "Đại đế" (hay Comnenus) (tiếng Hy Lạp: Μανουήλ Α 'Κομνηνός, Manouēl I Komnenos; ngày 28 tháng 11 năm 1118 - 24 tháng 9 năm 1180) là một Hoàng đế Byzantine vào thế kỷ 12, người trị vì trong một bước ngoặt quan trọng trong lịch sử của Đế quốc Đông La Mã và Địa Trung Hải.
Mong muốn khôi phục lại đế chế của ông như thời kỳ vinh quang trong quá khứ của nó như từng là một siêu cường của thế giới Địa Trung Hải, Manuel theo đuổi một chính sách ngoại giao năng động và đầy tham vọng. Trong quá trình này, ông đã liên minh với Đức Giáo hoàng và phía tây đang hồi sinh, xâm lược Italia, thành công trong việc cho phép quân đội Thập tự chinh thứ hai nguy hiểm hành quân qua lãnh thổ của mình, và đặt quyền bảo hộ của Byzantine lên tiểu quốc Thập tự quân Outremer. Đối mặt với bước tiến vượt mặt của người Hồi giáo tại Đất Thánh, ông đã liên kết với Vương quốc Jerusalem và tham gia vào một cuộc xâm lược kết hợp vào Nhà Fatima ở Ai Cập. Manuel định hình lại bản đồ chính trị các nước vùng Balkan và Địa Trung Hải phía đông, đặt các vương quốc Hungary và Outremer dưới quyền bá chủ Byzantine và triển khai các chiến dịch tấn công hung hăng đối với các nước láng giềng của mình ở phía tây và ở phía đông. Tuy nhiên, vào cuối thời kỳ trị vì của ông, những thành tựu ở phía đông của Manuel đã bị tổn hại bởi một thất bại nghiêm trọng tại Myriokephalon, trong đó phần lớn nguyên nhân là do tính kiêu ngạo của ông khi tấn công một vị trí Seljuk được phòng vệ kỹ. Mặc dù đế chế Byzantine phục hồi và Manuel đã ký kết một hiệp ước hòa bình rất có lợi với Sultan Kilij Arslan II của Hồi quốc Rûm, nhưng Myriokephalon đã chứng minh rằng đây là trận đánh cuối cùng, và người Byzantine không bao giờ có thể tái chiếm vùng Anatolia từ tay người Thổ Nhĩ Kỳ.
Được người Hy Lạp xưng tụng là ho Megas (ὁ Μέγας, dịch nghĩa là "Đại đế"), Manuel được biết là người đã truyền cảm hứng cho sự trung thành của những người phục vụ ông. Ông cũng xuất hiện như là một vị anh hùng cứu nhân độ thế trong lịch sử bởi những gì được viết ra trợ lý của ông, Ioannes Kinnamos, khi mà 
ông đều chứa đủ mọi đức hạnh. Manuel, người đã bị ảnh hưởng do sự tiếp xúc của ông với quân đội Thập tự chinh phương Tây, được hưởng danh tiếng là "vị hoàng đế có phúc nhất của Constantinopolis" trong phần thế giới Latin. Tuy vậy các sử gia hiện đại không thể hiện sự ủng hộ với ông. Một số người trong số họ khẳng định rằng sức mạnh vô địch mà ông có không phải do chính ông làm nên, nhưng nó cũng đại diện cho Triều đại của ông, họ cũng cho rằng, dù đế quốc Byzantine suy kiệt sau cái chết của Manuel, nó chỉ là điều tự nhiên vì nguyên nhân sự suy yếu này xuất phát từ chính Triều đại của ông.

## Lên ngôi hoàng đế

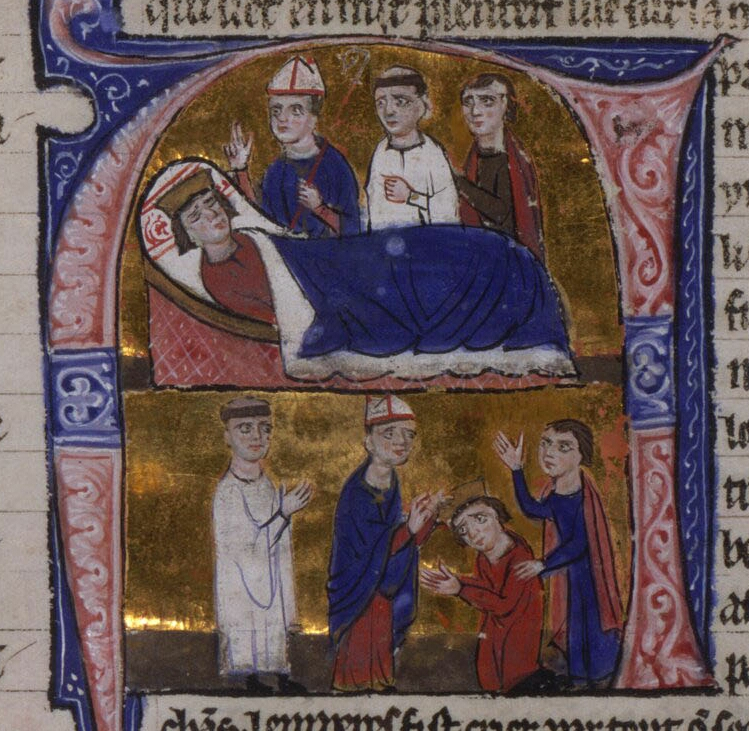
Cái chết của Ioannes II Komnenos, và lễ đăng quang Manuel I Komnenos (từ bản viết tay Historia và Old French Continuation của William xứ Tyros, vẽ tại Acre, Israel, thế kỷ 13, Thư viện Quốc gia Pháp).

Manuel Komnenos là con trai thứ tư của Ioannes II Komnenos và Piroska của Hungary và vì thế mà dường như chuyện ông kế vị cha là điều khó có thể xảy ra. Ông ngoại ông là vua László I của Hungary. Sau những gì đã thể hiện trong cuộc chiến chống lại người Thổ Seljuk của Ioannes, vào năm 1143 Manuel đã được vua cha ưu tiên chọn làm thái tử thay vì anh trai Isaac của ông. Sau khi Ioannes mất vào ngày 8 tháng 4 năm 1143, con trai ông Manuel đã được quân đội tôn lên làm hoàng đế. Tuy vậy, không có gì có thể đảm bảo cho sự kế vị này: Ngồi bên giường hấp hối của cha tại Cilicia cách xa Constantinopolis, ông nhận ra rằng mình cần phải quay trở lại kinh đô càng sớm càng tốt. Tuy vậy, ông phải ở lại coi tang cho cha và phong tục tập quán đòi hỏi ông phải mở một tu viện ngay tại chỗ đất mà cha ông qua đời. Ông nhanh chóng hạ lệnh cho viên megas domestikos Ioannes Axouch tức tốc đi trước, với lệnh bắt khẩn kẻ thù nguy hiểm tiềm tàng nhất là anh trai Isaac của ông, người đang sống trong Đại Cung điện và có thể lập tức tiếp cận kho báu và biểu chương hoàng gia. Axouch quay về kinh đô trước khi tin tức về cái chết của hoàng đế lan truyền đến đó. Ông ta nhanh chóng thu phục nhân tâm, và khi Manuel hồi kinh trong tháng 8 năm 1143, ông đã được tân thượng phụ Mikhael Kourkouas tôn lên làm vua. Ít ngày sau, khi không còn điều gì đáng ngại vì ngôi vị hoàng đế của mình đã được bảo đảm, Manuel đã hạ lệnh thả Isaac. Sau đó, ông hạ lệnh phân phát cho mỗi hộ ở Constantinoplis hai miếng vàng và hiến dânh 200 cân vàng (bao gồm 200 miếng bạc hàng năm) cho Giáo hội Đông La Mã.
Đế quốc mà Manuel được thừa kế từ cha ông đã trải qua nhiều thay đổi lớn kể từ khi nó được sáng lập bởi Constantinus Đại đế tám thế kỷ trước. Dưới triều đại của tiên đế Justinianus I (527–565), một phần của đế quốc Tây La Mã bao gồm Ý, Bắc Phi và miền nam Tây Ban Nha đã được phục hồi. Tuy nhiên, đế quốc bắt đầu thu nhỏ kể từ đó. Sự thay đổi rõ ràng nhất đã xảy ra trong thế kỷ thứ 7 khi quân Hồi giáo chiếm Ai Cập, Palestine và phần lớn Syria. Người Hồi giáo tiến hành tây tiến vào Bắc Phi và Tây Ban Nha — tiến vào vùng đất mà vào thời Constantinus là những tỉnh phía tây của Đế quốc La Mã. Những thế kỷ tiếp đó, các vị hoàng đế La Mã cai quản một vùng đất bao gồm phần lớn là Tiểu Á ở phía đông và vùng Balkan ở phía Tây. Đến những năm cuối thế kỷ thứ 10, Đế quốc Đông La Mã bước vào một giai đoạn đánh dấu sự suy tàn quân sự và chính trị. Phần lớn những điều này đã được khắc phục dưới triều đại của ông nội và cha của Manuel. Tuy nhiên, đế quốc mà Manuel thừa kế là một chính thể phải đối mặt với những thách thức kinh khủng. Vào cuối thế kỷ 11, người Norman ở Sicilia đã đưa Italia ra khỏi tầm kiểm soát của các hoàng đế Đông La Mã. Những người Thổ Seljuk cũng đã làm tương tự với khu vực miền trung Anatolia. Và tại Levant, một lực lượng mới đã xuất hiện - các tiểu quốc Thập tự chinh - những người mang đến cho Đế quốc Đông La Mã nhiều thách thức mới. Vào lúc này, nhiệm vụ mà hoàng đế phải đối mặt trở nên thực sự khó khăn hơn bất cứ lúc nào trong những thế kỷ trước.

## Thập tự chinh thứ hai và Renaud de Châtillon

### Thân vương xứ Antiochia
Năm 1144, Manuel phải đối mặt với thử thách đầu tiên kể từ khi lên ngôi khi Thân vương Raymond xứ Antiochia yêu cầu Đông La Mã nhượng lại khu vực Cilicia. Tuy vậy, chỉ một năm sau xứ Edessa ở phía đông lãnh địa của Raymond đã bị nhấn chìm bởi làn sóng jihad (thánh chiến) Hồi giáo vừa mới nổi lên do Imad ad-Din Atabeg Zengi cầm đầu. Raymond lúc này mới nhận ra rằng sự giúp đỡ trực tiếp từ phương tây (chỉ Đế quốc Đông La Mã) không còn là vấn đề nữa. Với việc sườn phía đông của mình giờ đây đang phải đối mặt với mối nguy hiểm mới này, ông ta dường như không có lựa chọn nào khác ngoài việc ông chuẩn bị cho một chuyến viếng thăm nhục nhã tới Constantinopolis. Ngậm cay nuốt đắng, Raymond phải kìm nén tính tự cao của mình mà đến phương bắc yêu cầu Manuel bảo vệ. Sau khi giao nộp mình cho Manuel, Raymond nhận được lời hứa giúp đỡ từ hoàng đế và qua đó mà lòng trung thành của Raymond đối với Đông La Mã được đảm bảo.

### Chinh phạt Konya
Năm 1146, Manuel tập hợp quân đội của mình tại căn cứ quân sự Lopadion và tiến hành một cuộc viễn chinh trừng phạt Sultan Masud của Rûm, người đã nhiều lần lấn chiếm biên giới của Đế quốc Đông La Mã ở miến tây Anatolia và Cilicia. Không có toan tính xâm chiếm lãnh thổ một cách có hệ thống, nhưng quân đội của Manuel đã đánh bại quân Thổ tại Acroënus trước khi chiếm đóng và phá huỷ thị trấn Philomelion kiên cố, rồi di dời quần thể Kitô hữu còn lại của nó. Quân đội Đông La Mã đã tiến đánh thủ đô Konya của Masud, tàn phá khu vực xung quanh thành phố, nhưng không thể tấn công tường thành. Trong số những động cơ của Manuel cho cuộc xâm lược này, có một điều đó là ông mong muốn được xem như là một người ủng hộ ý tưởng Thập tự chinh ở các nước phương Tây. Theo lời sử gia Hy Lạp đương thời Ioannes Kinnamos thì Manuel khát khao chứng tỏ sức võ lực của mình trước tân nương của ông ta. Cũng trong chiến dịch này, Manuel nhận được một lá thư từ Louis VII của Pháp tỏ ý sẽ đưa một đội quân đến cứu các quốc gia thập tự chinh.

## Phả hệ
|  |                                                                    |  |  |  |  |  |  |  |  |  |  |  |  |  |  |  |
|  | 16. Manuel Komnenos Erotikos                                       |  |  |  |  |  |  |  |  |  |  |  |  |  |  |  |
|  |                                                                    |  |  |  |  |  |  |  |  |  |  |  |  |  |  |  |
|  |                                                                    |  |  |  |  |  |  |  |  |  |  |  |  |  |  |  |
|  | 8. Ioannes Komnenos (em trai của Isaac I Komnenos)                 |  |  |  |  |  |  |  |  |  |  |  |  |  |  |  |
|  |                                                                    |  |  |  |  |  |  |  |  |  |  |  |  |  |  |  |
|  |                                                                    |  |  |  |  |  |  |  |  |  |  |  |  |  |  |  |
|  | 4. Alexios I Komnenos                                              |  |  |  |  |  |  |  |  |  |  |  |  |  |  |  |
|  |                                                                    |  |  |  |  |  |  |  |  |  |  |  |  |  |  |  |
|  |                                                                    |  |  |  |  |  |  |  |  |  |  |  |  |  |  |  |
|  | 18. Alexios Charon                                                 |  |  |  |  |  |  |  |  |  |  |  |  |  |  |  |
|  |                                                                    |  |  |  |  |  |  |  |  |  |  |  |  |  |  |  |
|  |                                                                    |  |  |  |  |  |  |  |  |  |  |  |  |  |  |  |
|  | 9. Anna Dalassena                                                  |  |  |  |  |  |  |  |  |  |  |  |  |  |  |  |
|  |                                                                    |  |  |  |  |  |  |  |  |  |  |  |  |  |  |  |
|  |                                                                    |  |  |  |  |  |  |  |  |  |  |  |  |  |  |  |
|  | 19. Adriana Dalassena                                              |  |  |  |  |  |  |  |  |  |  |  |  |  |  |  |
|  |                                                                    |  |  |  |  |  |  |  |  |  |  |  |  |  |  |  |
|  |                                                                    |  |  |  |  |  |  |  |  |  |  |  |  |  |  |  |
|  | 2. John II Komnenos                                                |  |  |  |  |  |  |  |  |  |  |  |  |  |  |  |
|  |                                                                    |  |  |  |  |  |  |  |  |  |  |  |  |  |  |  |
|  |                                                                    |  |  |  |  |  |  |  |  |  |  |  |  |  |  |  |
|  | 20. Ioannes Doukas (em trai của Constantinus X Doukas)             |  |  |  |  |  |  |  |  |  |  |  |  |  |  |  |
|  |                                                                    |  |  |  |  |  |  |  |  |  |  |  |  |  |  |  |
|  |                                                                    |  |  |  |  |  |  |  |  |  |  |  |  |  |  |  |
|  | 10. Andronikos Doukas                                              |  |  |  |  |  |  |  |  |  |  |  |  |  |  |  |
|  |                                                                    |  |  |  |  |  |  |  |  |  |  |  |  |  |  |  |
|  |                                                                    |  |  |  |  |  |  |  |  |  |  |  |  |  |  |  |
|  | 21. Irene Pegonitissa                                              |  |  |  |  |  |  |  |  |  |  |  |  |  |  |  |
|  |                                                                    |  |  |  |  |  |  |  |  |  |  |  |  |  |  |  |
|  |                                                                    |  |  |  |  |  |  |  |  |  |  |  |  |  |  |  |
|  | 5. Irene Doukaina                                                  |  |  |  |  |  |  |  |  |  |  |  |  |  |  |  |
|  |                                                                    |  |  |  |  |  |  |  |  |  |  |  |  |  |  |  |
|  |                                                                    |  |  |  |  |  |  |  |  |  |  |  |  |  |  |  |
|  | 22. Troian của Bulgaria (con trai của Ivan Vladislav của Bulgaria) |  |  |  |  |  |  |  |  |  |  |  |  |  |  |  |
|  |                                                                    |  |  |  |  |  |  |  |  |  |  |  |  |  |  |  |
|  |                                                                    |  |  |  |  |  |  |  |  |  |  |  |  |  |  |  |
|  | 11. Maria của Bulgaria                                             |  |  |  |  |  |  |  |  |  |  |  |  |  |  |  |
|  |                                                                    |  |  |  |  |  |  |  |  |  |  |  |  |  |  |  |
|  |                                                                    |  |  |  |  |  |  |  |  |  |  |  |  |  |  |  |
|  | 1. Manuel I Komnenos                                               |  |  |  |  |  |  |  |  |  |  |  |  |  |  |  |
|  |                                                                    |  |  |  |  |  |  |  |  |  |  |  |  |  |  |  |
|  |                                                                    |  |  |  |  |  |  |  |  |  |  |  |  |  |  |  |
|  | 24. Công tước Vazul                                                |  |  |  |  |  |  |  |  |  |  |  |  |  |  |  |
|  |                                                                    |  |  |  |  |  |  |  |  |  |  |  |  |  |  |  |
|  |                                                                    |  |  |  |  |  |  |  |  |  |  |  |  |  |  |  |
|  | 12. Béla I của Hungary                                             |  |  |  |  |  |  |  |  |  |  |  |  |  |  |  |
|  |                                                                    |  |  |  |  |  |  |  |  |  |  |  |  |  |  |  |
|  |                                                                    |  |  |  |  |  |  |  |  |  |  |  |  |  |  |  |
|  | 6. Ladislaus I của Hungary                                         |  |  |  |  |  |  |  |  |  |  |  |  |  |  |  |
|  |                                                                    |  |  |  |  |  |  |  |  |  |  |  |  |  |  |  |
|  |                                                                    |  |  |  |  |  |  |  |  |  |  |  |  |  |  |  |
|  | 26. Mieszko II Lambert của Ba Lan                                  |  |  |  |  |  |  |  |  |  |  |  |  |  |  |  |
|  |                                                                    |  |  |  |  |  |  |  |  |  |  |  |  |  |  |  |
|  |                                                                    |  |  |  |  |  |  |  |  |  |  |  |  |  |  |  |
|  | 13. Richeza của Ba Lan, Hoàng hậu Hungari                          |  |  |  |  |  |  |  |  |  |  |  |  |  |  |  |
|  |                                                                    |  |  |  |  |  |  |  |  |  |  |  |  |  |  |  |
|  |                                                                    |  |  |  |  |  |  |  |  |  |  |  |  |  |  |  |
|  | 27. Richeza xứ Lotharingia                                         |  |  |  |  |  |  |  |  |  |  |  |  |  |  |  |
|  |                                                                    |  |  |  |  |  |  |  |  |  |  |  |  |  |  |  |
|  |                                                                    |  |  |  |  |  |  |  |  |  |  |  |  |  |  |  |
|  | 3. Irene of Hungary (Piroska)                                      |  |  |  |  |  |  |  |  |  |  |  |  |  |  |  |
|  |                                                                    |  |  |  |  |  |  |  |  |  |  |  |  |  |  |  |
|  |                                                                    |  |  |  |  |  |  |  |  |  |  |  |  |  |  |  |
|  | 28. Kuno, Hầu tước Rheinfelden                                     |  |  |  |  |  |  |  |  |  |  |  |  |  |  |  |
|  |                                                                    |  |  |  |  |  |  |  |  |  |  |  |  |  |  |  |
|  |                                                                    |  |  |  |  |  |  |  |  |  |  |  |  |  |  |  |
|  | 14. Rudolf xứ Rheinfelden Công tước Schwaben                       |  |  |  |  |  |  |  |  |  |  |  |  |  |  |  |
|  |                                                                    |  |  |  |  |  |  |  |  |  |  |  |  |  |  |  |
|  |                                                                    |  |  |  |  |  |  |  |  |  |  |  |  |  |  |  |
|  | 7. Adelaide của Rheinfelden                                        |  |  |  |  |  |  |  |  |  |  |  |  |  |  |  |
|  |                                                                    |  |  |  |  |  |  |  |  |  |  |  |  |  |  |  |
|  |                                                                    |  |  |  |  |  |  |  |  |  |  |  |  |  |  |  |
|  | 30. Otto I, Hầu tước Savoye                                        |  |  |  |  |  |  |  |  |  |  |  |  |  |  |  |
|  |                                                                    |  |  |  |  |  |  |  |  |  |  |  |  |  |  |  |
|  |                                                                    |  |  |  |  |  |  |  |  |  |  |  |  |  |  |  |
|  | 15. Adelheid của Savoye                                            |  |  |  |  |  |  |  |  |  |  |  |  |  |  |  |
|  |                                                                    |  |  |  |  |  |  |  |  |  |  |  |  |  |  |  |
|  |                                                                    |  |  |  |  |  |  |  |  |  |  |  |  |  |  |  |
|  | 31. Adelaide xứ Susa, Marchioness of Turin                         |  |  |  |  |  |  |  |  |  |  |  |  |  |  |  |
|  |                                                                    |  |  |  |  |  |  |  |  |  |  |  |  |  |  |  |
|  |                                                                    |  |  |  |  |  |  |  |  |  |  |  |  |  |  |  |

## Trích dẫn
1. ↑  P. Magdalino, The Empire of Manuel I Komnenos, 3
2. ↑  P. Magdalino, The Empire of Manuel I Komnenos, 3–4
3. ↑  Gibbon, The decline and fall of the Roman Empire, 72
4. ↑  Gibbon, The decline and fall of the Roman Empire, 72
* J. H. Norwich, A short history of Byzantium
* A. Stone, Manuel I Comnenus
5. ↑  J. Norwich, Byzantium: The Decline and Fall, 87–88
6. ↑  "Byzantium". Papyros-Larousse-Britannica. 2006.
7. ↑  J. Cinnamus, Deeds of John and Manuel Comnenus, 33–35
* P. Magdalino, The Empire of Manuel I Komnenos, 40
8. 1 2  W. Treadgold, A History of the Byzantine State and Society, 640
9. ↑  J. Cinnamus, Deeds of John and Manuel Comnenus, 47
* P. Magdalino, The Empire of Manuel I Komnenos, 42
10. ↑  Magdalino, The Empire of Manuel I Komnenos, tr. 42